# Teo
|  | Aquest article tracta sobre un municipi gallec. Vegeu-ne altres significats a «Teo (personatge)». |

Teo és un municipi de la província de la Corunya a Galícia. Pertany a la Comarca de Santiago.
| 7.036 | 7.998 | 9.242 | 11.071 | 16.428 |
| Fonts: INE i IGE (Els criteris de registre censal variaren i les dades de l'INE i de l'IGE poden no coincidir.) |       |       |        |        |

## Parròquies
Bamonde, Cacheiras, Calo, Lampai, Lucí, Luou, Oza, Rarís, Recesende, Reis, Teo, Vilariño.

## Personatges de Teo
- Enrique Líster (militar republicà)

## Galeria d'imatges

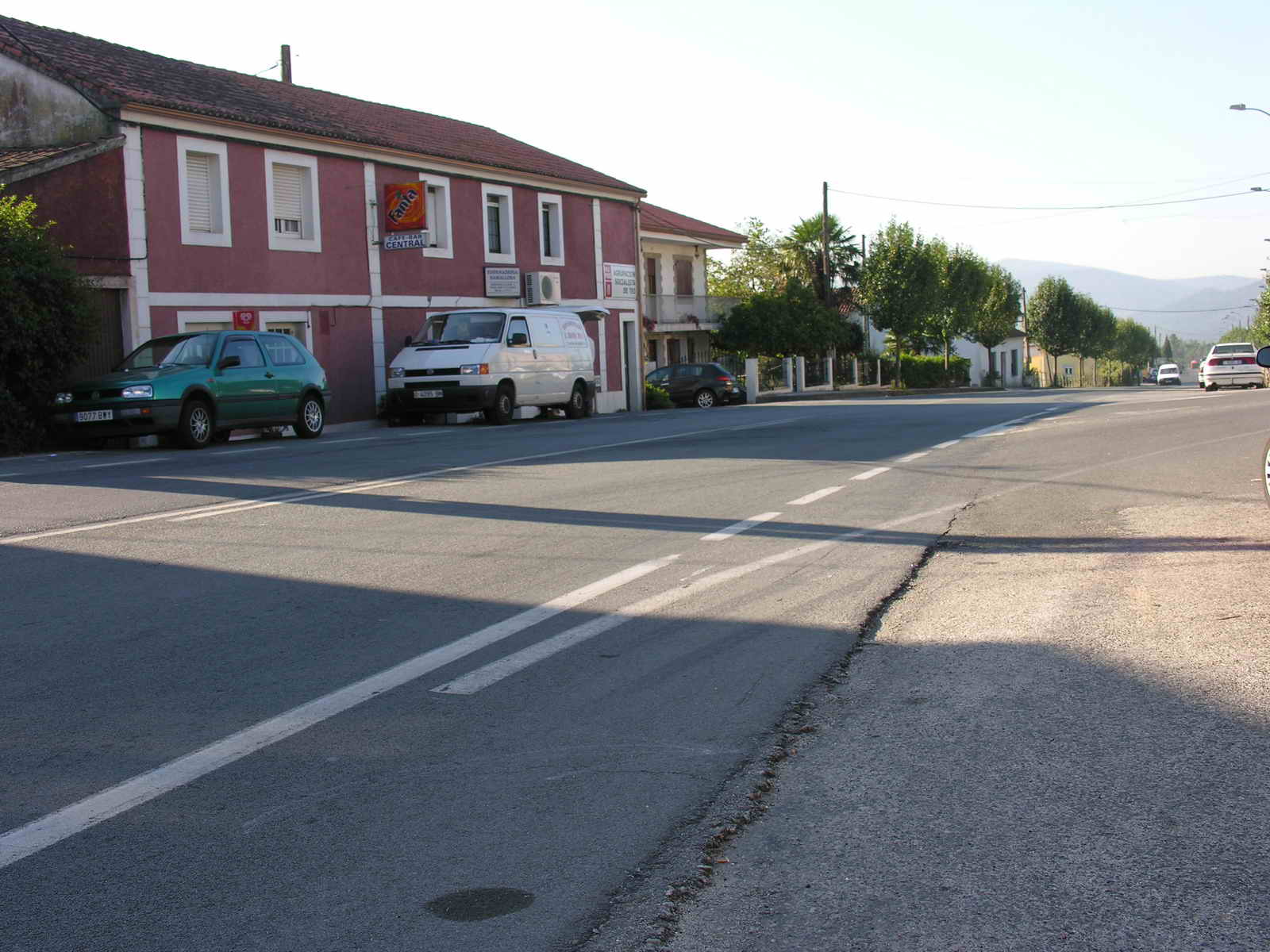
Ramallosa
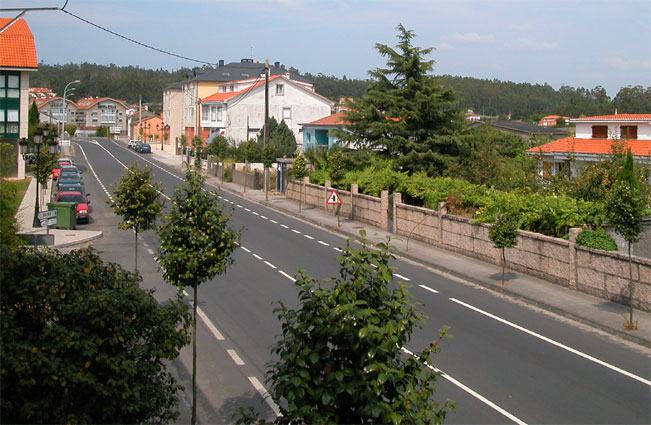
Cacheiras
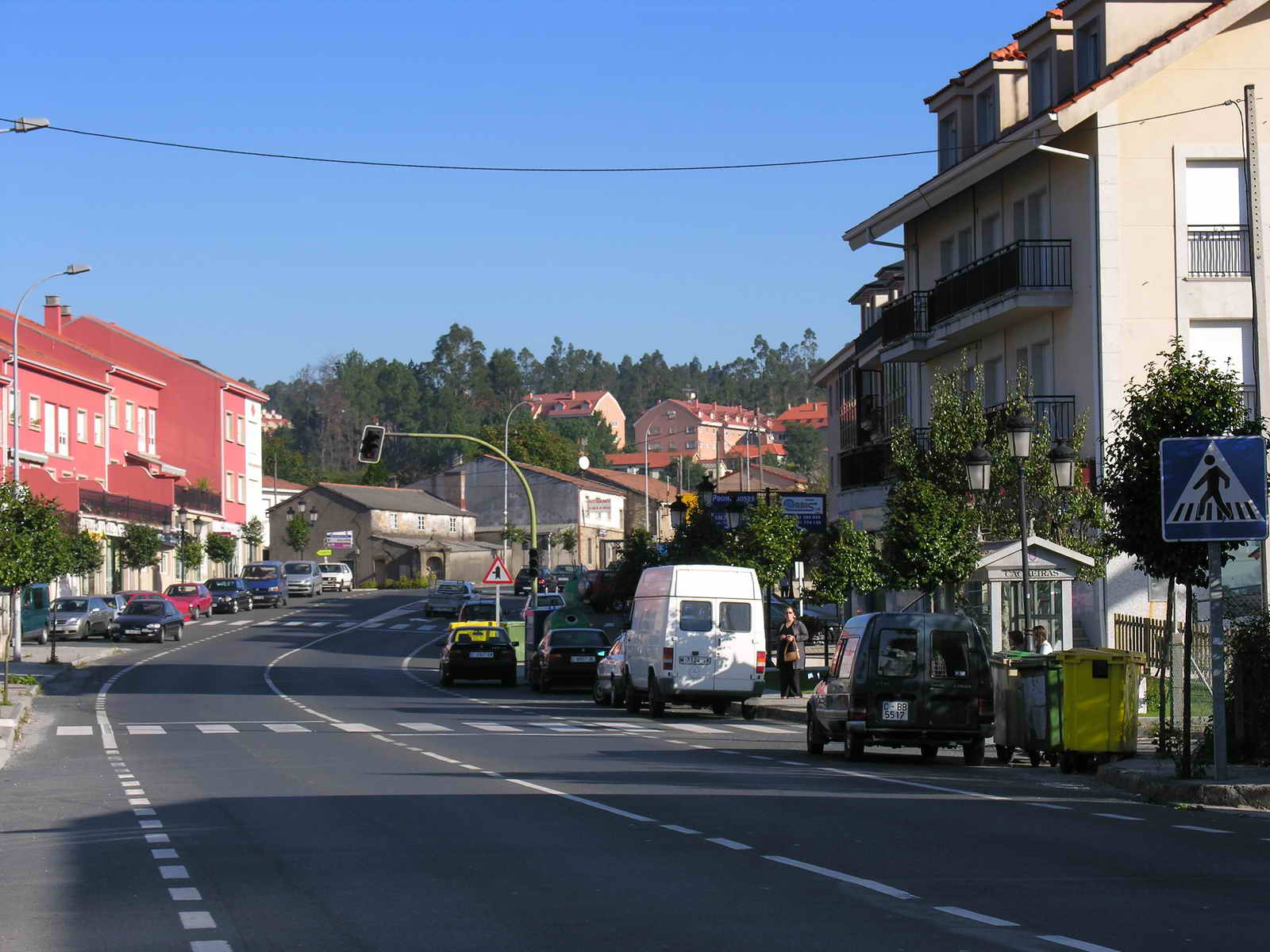
Cacheiras

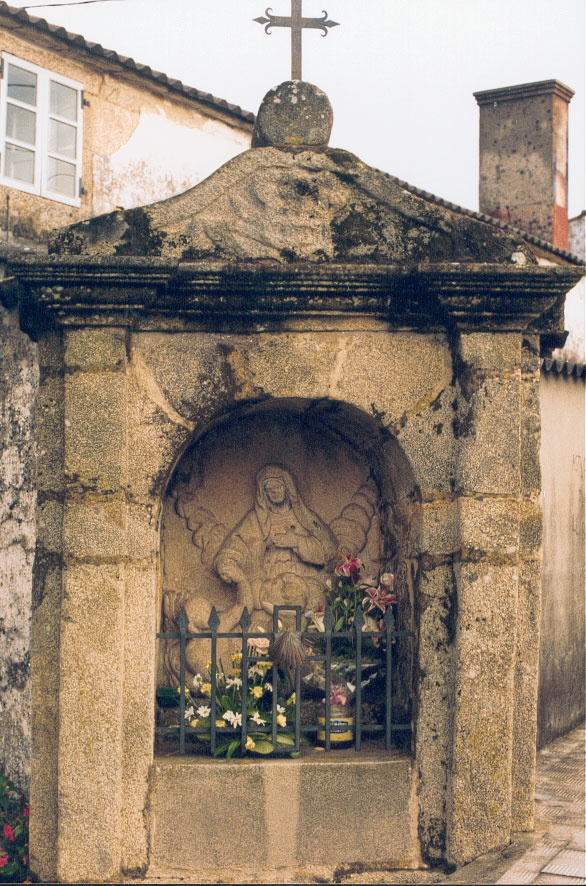
Cacheiras
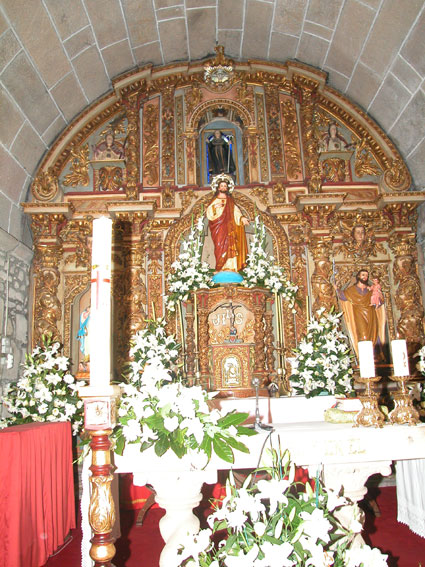
Cacheiras
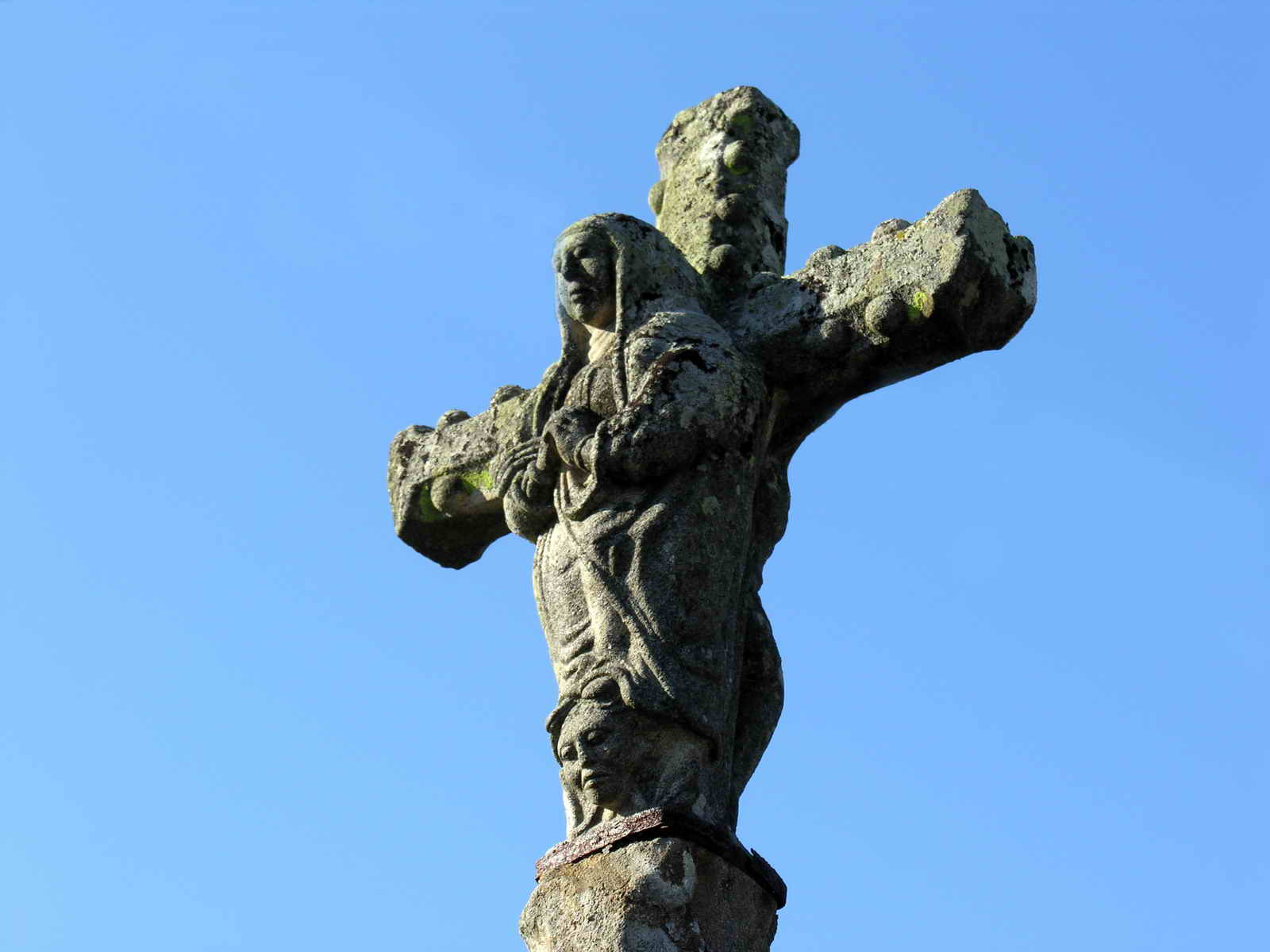
Cruceiro en Pontevea